# Battiti mortali
Battiti mortali (Dead in a Heartbeat) è un film per la televisione canadese e statunitense, andato originariamente in onda su TBS Superstation il 3 marzo 2002.

## Trama
La dottoressa Gillian Hayes, un cardiochirurgo, e il tenente Tom Royko, un ufficiale della squadra di artificieri, devono cercare di disinnescare dei pacemaker che contengono delle bombe.